# Рациональное число

Четверти

Рациона́льное число́ (от лат. ratio «отношение, деление, дробь») — число, которое можно представить в виде обыкновенной дроби {\displaystyle {\frac {m}{n}}}, где {\displaystyle m} — целое число, а {\displaystyle n} — натуральное. Пример: {\displaystyle {\frac {2}{3}}}, где {\displaystyle m=2}, а {\displaystyle n=3}. 
Целые числа также могут быть записаны в виде дроби, например:
{\displaystyle 1={\frac {1}{1}};\quad 0={\frac {0}{1}};\quad -4={\frac {-20}{5}}.}
Поэтому целые числа также являются рациональными. Таким образом, множество рациональных чисел представляет собой расширение множества целых чисел путём добавления к ним дробей.
Понятие дроби возникло несколько тысяч лет назад, когда, сталкиваясь с необходимостью измерять некоторые величины (длину, вес, площадь и т. п.), люди поняли, что целых чисел недостаточно и необходимо ввести понятие доли: половины, трети, четверти и т. п. Дробями и операциями над ними пользовались, например, шумеры, древние египтяне и греки.

## Множество рациональных чисел
Множество рациональных чисел обозначается {\displaystyle \mathbb {Q} } (от лат. quotient, «частное») и может быть записано в таком виде:
{\displaystyle \mathbb {Q} =\left\{{\frac {m}{n}}\mid m\in \mathbb {Z} ,\ n\in \mathbb {N} \right\}.}
При этом оказывается, что разные записи могут представлять одну и ту же дробь, например, {\displaystyle {\frac {3}{4}}} и {\displaystyle {\frac {9}{12}}}, (все дроби, которые можно получить друг из друга умножением или делением числителя и знаменателя на одно и то же натуральное число, представляют одно и то же рациональное число). Поскольку делением числителя и знаменателя дроби на их наибольший общий делитель можно получить единственное несократимое представление рационального числа, то можно говорить об их множестве как о множестве несократимых дробей со взаимно простыми целым числителем и натуральным знаменателем:
{\displaystyle \mathbb {Q} =\left\{{\frac {m}{n}}\mid m\in \mathbb {Z} ,\ n\in \mathbb {N} ,\ \gcd(m,n)=1\right\}.}
Здесь {\displaystyle \gcd(m,n)} — наибольший общий делитель чисел {\displaystyle m} и {\displaystyle n}.
Множество рациональных чисел является естественным обобщением множества целых чисел. Легко видеть, что если у рационального числа {\displaystyle a={\frac {m}{n}}} знаменатель {\displaystyle n=1}, то {\displaystyle a=m} является целым числом.
Множество рациональных чисел располагается всюду плотно на числовой оси: между любыми двумя различными рациональными числами расположено хотя бы одно рациональное число (а значит, и бесконечное множество рациональных чисел). Тем не менее, оказывается, что множество рациональных чисел имеет счётную мощность (то есть все его элементы можно перенумеровать). Со времён древних греков известно о существовании чисел, не представимых в виде дроби: они доказали в частности, что {\displaystyle {\sqrt {2}}} не рациональное число. Недостаточность рациональных чисел для выражения всех величин привела в дальнейшем к понятию вещественного числа. В отличие от множества вещественных чисел (которое соответствует одномерному пространству), множество рациональных чисел имеет меру нуль.

## Терминология

### Формальное определение
Формально рациональные числа определяются как множество классов эквивалентности пар {\displaystyle \left\{(m,\;n)\mid m,n\in \mathbb {Z} ,n\neq 0\right\}} по отношению эквивалентности {\displaystyle (m,\;n)\sim (m',\;n')}, если {\displaystyle m\cdot n'=m'\cdot n}. При этом операции сложения и умножения определяются следующим образом:
- {\displaystyle \left(m_{1},\;n_{1}\right)+\left(m_{2},\;n_{2}\right)=\left(m_{1}\cdot n_{2}+m_{2}\cdot n_{1},\;n_{1}\cdot n_{2}\right);}
- {\displaystyle \left(m_{1},\;n_{1}\right)\cdot \left(m_{2},\;n_{2}\right)=\left(m_{1}\cdot m_{2},\;n_{1}\cdot n_{2}\right).}

Из определения видно, что никакие операции сложения или умножения не приводят к появлению пары вида {\displaystyle (m,0).}

### Связанные определения

#### Правильные, неправильные и смешанные дроби
Правильной называется дробь, у которой модуль числителя меньше модуля знаменателя. Правильные дроби представляют рациональные числа, по модулю меньшие единицы. Дробь, не являющаяся правильной, называется неправильной и представляет рациональное число, большее или равное единице по модулю.
Неправильную дробь можно представить в виде суммы целого числа и правильной дроби, называемой смешанным числом. Например, {\displaystyle 2{\frac {3}{7}}=2+{\frac {3}{7}}={\frac {14}{7}}+{\frac {3}{7}}={\frac {17}{7}}}. Подобная запись (с пропущенным знаком сложения), хотя и употребляется в элементарной арифметике, избегается в строгой математической литературе из-за схожести обозначения смешанной дроби с обозначением произведения целого числа на дробь.

#### Высота дроби
Высота обыкновенной дроби — это сумма модуля числителя и знаменателя этой дроби.
Высота рационального числа — это сумма модуля числителя и знаменателя несократимой обыкновенной дроби, соответствующей этому числу.
Например, чтобы узнать высоту дроби {\displaystyle -{\frac {15}{6}}}, нужно сначала из неё получить несократимую дробь. Несократимая дробь будет выглядеть так: {\displaystyle -{\frac {5}{2}}}. Потом нужно сложить модуль числителя и знаменатель: {\displaystyle 5+2=7}. Значит высота дроби {\displaystyle -{\frac {15}{6}}} равна {\displaystyle 7}.

### Комментарий
Термин дробное число (дробь) иногда[уточнить] используется как синоним к термину рациональное число, а иногда синоним любого нецелого числа. В последнем случае дробные и рациональные числа являются разными вещами, так как тогда нецелые рациональные числа — всего лишь частный случай дробных.

## Свойства

### Основные свойства
Множество рациональных чисел удовлетворяют шестнадцати основным свойствам, которые легко могут быть получены из свойств целых чисел.
1. Упорядоченность. Для любых рациональных чисел {\displaystyle a} и {\displaystyle b} ({\displaystyle \forall a,b\in \mathbb {Q} }) существует правило, позволяющее однозначно идентифицировать между ними одно и только одно из трёх отношений: «{\displaystyle <}», «{\displaystyle >}» или «{\displaystyle =}». Это правило называется правилом упорядочения и формулируется следующим образом:
  - два неотрицательных числа {\displaystyle a={\frac {m_{a}}{n_{a}}}} и {\displaystyle b={\frac {m_{b}}{n_{b}}}} связаны тем же отношением, что и два целых числа {\displaystyle m_{a}\cdot n_{b}} и {\displaystyle m_{b}\cdot n_{a}};
  - два отрицательных числа {\displaystyle a} и {\displaystyle b} связаны тем же отношением, что и два неотрицательных числа {\displaystyle \left|b\right|} и {\displaystyle \left|a\right|};
  - если же {\displaystyle a} неотрицательно, а {\displaystyle b} — отрицательно, то {\displaystyle a>b}.

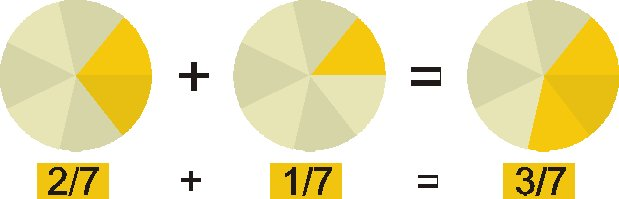
Суммирование дробей
2. Операция сложения. Для любых рациональных чисел {\displaystyle a} и {\displaystyle b} ({\displaystyle \forall a,b\in \mathbb {Q} }) существует бинарная операция сложения, которая ставит им в соответствие некоторое рациональное число {\displaystyle c}. При этом само число {\displaystyle c} называется суммой чисел {\displaystyle a} и {\displaystyle b} и обозначается {\displaystyle \left(a+b\right)}, а процесс отыскания такого числа называется сложением. Правило сложения имеет следующий вид: {\displaystyle a={\frac {m_{a}}{n_{a}}},\;b={\frac {m_{b}}{n_{b}}}:a+b\equiv {\frac {m_{a}}{n_{a}}}+{\frac {m_{b}}{n_{b}}}={\frac {m_{a}\cdot n_{b}+m_{b}\cdot n_{a}}{n_{a}\cdot n_{b}}}}
3. Операция умножения. Для любых рациональных чисел {\displaystyle a} и {\displaystyle b} ({\displaystyle \forall a,b\in \mathbb {Q} }) существует бинарная операция умножения, которая ставит им в соответствие некоторое рациональное число {\displaystyle c}. При этом само число {\displaystyle c} называется произведением чисел {\displaystyle a} и {\displaystyle b} и обозначается {\displaystyle \left(a\cdot b\right)}, а процесс отыскания такого числа также называется умножением. Правило умножения имеет следующий вид: {\displaystyle a={\frac {m_{a}}{n_{a}}},\;b={\frac {m_{b}}{n_{b}}}:a\cdot b\equiv {\frac {m_{a}}{n_{a}}}\cdot {\frac {m_{b}}{n_{b}}}={\frac {m_{a}\cdot m_{b}}{n_{a}\cdot n_{b}}}}
4. Транзитивность отношения порядка. Для любой тройки рациональных чисел {\displaystyle a}, {\displaystyle b} и {\displaystyle c} {\displaystyle (\forall a,b,c\in \mathbb {Q} }) если {\displaystyle a} меньше {\displaystyle b} и {\displaystyle b} меньше {\displaystyle c}, то {\displaystyle a} меньше {\displaystyle c}, а если {\displaystyle a} равно {\displaystyle b} и {\displaystyle b} равно {\displaystyle c}, то {\displaystyle a} равно {\displaystyle c}.
{\displaystyle a<b,\;b<c\;\Rightarrow a<c;\;\;\;a=b,\;b=c\;\Rightarrow a=c.}
5. Коммутативность сложения. От перемены мест рациональных слагаемых сумма не меняется.
{\displaystyle \forall a,b\in \mathbb {Q} ~~a+b=b+a}
6. Ассоциативность сложения. Порядок сложения трёх рациональных чисел не влияет на результат.
{\displaystyle \forall a,b,c\in \mathbb {Q} ~~\left(a+b\right)+c=a+\left(b+c\right)}
7. Наличие нуля. Существует рациональное число 0, которое сохраняет любое другое рациональное число при суммировании.
{\displaystyle \exists 0\in \mathbb {Q} :~\forall a\in \mathbb {Q} ~~a+0=a}
8. Наличие противоположных чисел. Любое рациональное число имеет противоположное рациональное число, при суммировании с которым даёт 0.
{\displaystyle \forall a\in \mathbb {Q} ~\exists \left(-a\right)\in \mathbb {Q} :~~a+\left(-a\right)=0}
9. Коммутативность умножения. От перемены мест рациональных множителей произведение не меняется.
{\displaystyle \forall a,b\in \mathbb {Q} ~~a\cdot b=b\cdot a}
10. Ассоциативность умножения. Порядок перемножения трёх рациональных чисел не влияет на результат.
{\displaystyle \forall a,b,c\in \mathbb {Q} ~~\left(a\cdot b\right)\cdot c=a\cdot \left(b\cdot c\right)}
11. Наличие единицы. Существует рациональное число 1, которое сохраняет любое другое рациональное число при умножении.
{\displaystyle \exists 1\in \mathbb {Q} :~\forall a\in \mathbb {Q} ~~a\cdot 1=a}
12. Наличие обратных чисел. Любое ненулевое рациональное число имеет обратное рациональное число, умножение на которое даёт 1.
{\displaystyle \forall a\in \mathbb {Q} ,\;a\neq 0~\exists a^{-1}\in \mathbb {Q} :~~a\cdot a^{-1}=1}
13. Дистрибутивность умножения относительно сложения. Операция умножения согласована с операцией сложения посредством распределительного закона:
{\displaystyle \forall a,b,c\in \mathbb {Q} ~~\left(a+b\right)\cdot c=a\cdot c+b\cdot c}
14. Связь отношения порядка с операцией сложения. К левой и правой частям рационального неравенства можно прибавлять одно и то же рациональное число.
{\displaystyle \forall a,b,c\in \mathbb {Q} ~~a<b\Leftrightarrow a+c<b+c}
15. Связь отношения порядка с операцией умножения. Левую и правую части рационального неравенства можно умножать на одно и то же положительное рациональное число.
{\displaystyle \forall a,b,c\in \mathbb {Q} ,\;c>0:a<b\Leftrightarrow a\cdot c<b\cdot c}
16. Аксиома Архимеда. Каково бы ни было рациональное число {\displaystyle a}, можно взять столько единиц, что их сумма превзойдёт {\displaystyle a}.
{\displaystyle \forall a\in \mathbb {Q} ~\exists n\in \mathbb {N} :~~\sum _{k=1}^{n}1>a\;\;\Longleftrightarrow \;\forall a\in \mathbb {Q} \;\exists n\in \mathbb {N} :n>a}

### Дополнительные свойства
Все остальные свойства, присущие рациональным числам, не выделяют в основные, потому что они, вообще говоря, уже не опираются непосредственно на свойства целых чисел, а могут быть доказаны исходя из приведённых основных свойств или непосредственно по определению некоторого математического объекта. Таких дополнительных свойств очень много. Здесь имеет смысл привести лишь некоторые из них.
- Отношение порядка «>» (с противоположным порядком аргументов) также транзитивно.
{\displaystyle \forall a,b,c\in \mathbb {Q} :a>b,\;b>c\Rightarrow a>c}
- Произведение любого рационального числа на ноль равно нулю.
{\displaystyle \forall a\in \mathbb {Q} ~~a\cdot 0=0}
- Рациональные неравенства одного знака можно почленно складывать.
{\displaystyle \forall a,b,c,d\in \mathbb {Q} ~~a>b,\;c>d\Rightarrow a+c>b+d}
- Множество рациональных чисел {\displaystyle \mathbb {Q} } является полем (а именно, полем частных кольца целых чисел {\displaystyle \mathbb {Z} }) относительно операций сложения и умножения дробей.
{\displaystyle \left(\mathbb {Q} ,+,\cdot \right)} — поле
- В позиционной системе счисления рациональное число представляется периодической дробью. Более того, наличие представления в виде периодической дроби является критерием рациональности вещественного числа.
- Каждое рациональное число является алгебраическим.
{\displaystyle \mathbb {Q} \subset \mathbb {A} }
- Между любыми двумя различными рациональными числами {\displaystyle a} и {\displaystyle b} существует хотя бы одно рациональное число {\displaystyle x}, такое, что {\displaystyle a<x} и {\displaystyle x<b}. (В качестве примера такого числа можно взять {\displaystyle x=\textstyle {\frac {a+b}{2}}}.) Ясно, что между {\displaystyle a} и {\displaystyle x}, а также между {\displaystyle x} и {\displaystyle b} тоже существует хотя бы по одному рациональному числу. Отсюда следует, что между любыми двумя различными рациональными числами {\displaystyle a} и {\displaystyle b} существует бесконечно много рациональных чисел. Иначе говоря, не существует двух соседних рациональных чисел. В частности, не существует наименьшего положительного рационального числа.
- Не существует наибольшего и наименьшего рационального числа. Для любого рационального числа {\displaystyle x} найдутся рациональные (и даже целые) числа {\displaystyle a} и {\displaystyle b} такие, что {\displaystyle a<x} и {\displaystyle x<b}.

## Счётность множества рациональных чисел

Нумерация положительных рациональных чисел

Чтобы оценить количество рациональных чисел, нужно найти мощность их множества. Легко доказать, что множество рациональных чисел счётно. Для этого достаточно привести алгоритм, который нумерует рациональные числа, то есть устанавливает биекцию между множествами рациональных и натуральных чисел.
Примером такого построения может служить следующий простой алгоритм. Составляется бесконечная таблица обыкновенных дробей, на каждой {\displaystyle i}-ой строке в каждом {\displaystyle j}-ом столбце которой располагается дробь {\displaystyle {\frac {i}{j}}}. Для определённости считается, что строки и столбцы этой таблицы нумеруются с единицы. Ячейки таблицы обозначаются {\displaystyle \left(i,j\right)}, где {\displaystyle i} — номер строки таблицы, в которой располагается ячейка, а {\displaystyle j} — номер столбца.
Полученная таблица обходится «змейкой» по следующему формальному алгоритму.
- Если текущее положение {\displaystyle \left(i,j\right)} таково, что {\displaystyle i} — нечётное, а {\displaystyle j=1}, то следующим положением выбирается {\displaystyle \left(i+1,j\right)}.
- Если текущее положение {\displaystyle \left(i,j\right)} таково, что {\displaystyle i=1}, а {\displaystyle j} — чётное, то следующим положением выбирается {\displaystyle \left(i,j+1\right)}.
- Если для текущего положения {\displaystyle \left(i,j\right)} сумма индексов {\displaystyle \left(i+j\right)} нечётна, то следующее положение — {\displaystyle \left(i-1,j+1\right)}.
- Если для текущего положения {\displaystyle \left(i,j\right)} сумма индексов {\displaystyle \left(i+j\right)} чётна, то следующее положение — {\displaystyle \left(i+1,j-1\right)}.

Эти правила просматриваются сверху вниз и следующее положение выбирается по первому совпадению.
В процессе такого обхода каждому новому рациональному числу ставится в соответствие очередное натуральное число. То есть дроби {\displaystyle 1/1} ставится в соответствие число 1, дроби {\displaystyle 2/1} — число 2, и т. д. Нумеруются только несократимые дроби. Формальным признаком несократимости является равенство единице наибольшего общего делителя числителя и знаменателя дроби.
Следуя этому алгоритму, можно занумеровать все положительные рациональные числа. Это значит, что множество положительных рациональных чисел {\displaystyle \mathbb {Q} _{+}} счётно. Легко установить биекцию между множествами положительных и отрицательных рациональных чисел, поставив в соответствие каждому рациональному числу противоположное ему. Таким образом множество отрицательных рациональных чисел {\displaystyle \mathbb {Q} _{-}} тоже счётно. Их объединение {\displaystyle \mathbb {Q} _{+}\cup \mathbb {Q} _{-}} также счётно по свойству счётных множеств. Множество же рациональных чисел {\displaystyle \mathbb {Q} =\mathbb {Q} _{+}\cup \mathbb {Q} _{-}\cup \left\{0\right\}} тоже счётно как объединение счётного множества с конечным.
Существуют и другие способы занумеровать рациональные числа. Например, воспользовавшись такими структурами как дерево Калкина — Уилфа, дерево Штерна — Броко или ряд Фарея.
Утверждение о счётности множества рациональных чисел может вызывать некоторое недоумение, так как на первый взгляд складывается впечатление, что оно гораздо обширнее множества натуральных чисел (ведь между любыми двумя натуральными числами находится бесконечное множество рациональных). На самом деле это не так, и натуральных чисел хватает, чтобы занумеровать все рациональные.

## Недостаточность рациональных чисел

Гипотенуза такого треугольника не выражается никаким рациональным числом

В геометрии следствием так называемой аксиомы Архимеда (в более общем понимании, чем упомянуто выше) является возможность построения сколь угодно малых (то есть, коротких) величин, выражаемых рациональными числами вида {\displaystyle 1/n}. Этот факт создаёт обманчивое впечатление, что рациональными числами можно измерить вообще любые геометрические расстояния. Легко показать, что это не верно.
Из теоремы Пифагора известно, что гипотенуза прямоугольного треугольника выражается как квадратный корень суммы квадратов его катетов. Т. о. длина гипотенузы равнобедренного прямоугольного треугольника с единичным катетом равна {\displaystyle {\sqrt {2}}}, то есть числу, квадрат которого равен 2.
Если допустить, что число {\displaystyle {\sqrt {2}}} представляется некоторым рациональным числом, то найдётся такое целое число {\displaystyle m} и такое натуральное число {\displaystyle n}, что {\displaystyle {\sqrt {2}}={\frac {m}{n}}}, причём дробь {\displaystyle {\frac {m}{n}}} несократима, то есть числа {\displaystyle m} и {\displaystyle n} — взаимно простые.
Если {\displaystyle {\sqrt {2}}={\frac {m}{n}}}, то {\displaystyle 2={\sqrt {2}}\cdot {\sqrt {2}}={\frac {m}{n}}\cdot {\frac {m}{n}}={\frac {m^{2}}{n^{2}}}}, то есть {\displaystyle m^{2}=2n^{2}}. Следовательно, число {\displaystyle m^{2}} чётно, но произведение двух нечётных чисел нечётно, что означает, что само число {\displaystyle m} также чётно. А значит найдётся натуральное число {\displaystyle k}, такое что число {\displaystyle m} можно представить в виде {\displaystyle m=2k}. Квадрат числа {\displaystyle m} в этом смысле {\displaystyle m^{2}=4k^{2}}, но с другой стороны {\displaystyle m^{2}=2n^{2}}, значит {\displaystyle 4k^{2}=2n^{2}}, или {\displaystyle n^{2}=2k^{2}}. Как уже показано ранее для числа {\displaystyle m}, это значит, что число {\displaystyle n} — чётно, как и {\displaystyle m}. Но тогда они не являются взаимно простыми, так как оба делятся на 2. Полученное противоречие доказывает, что {\displaystyle {\sqrt {2}}} не есть рациональное число.
Из вышесказанного следует, что существуют отрезки на плоскости, а, значит, и на числовой прямой, которые не могут быть измерены рациональными числами. Это приводит к возможности расширения понятия рациональных чисел до вещественных.